# Paweł Dylong
Paweł Dylong (ur. 11 stycznia 1897 w Świętochłowicach, zm. 7 lutego 1971 w Świętochłowicach) — polityk, działacz komunistyczny.
Urodził się w rodzinie robotniczej. W latach 1916–1918 służył w wojsku niemieckim, a po powrocie z wojny zatrudnił się w hucie Florian. Od 1918 należał do Związku Spartakusa, a w 1919 wstąpił w szeregi Komunistycznej Partii Niemiec, do której należał do czasu wybuchu III powstania śląskiego. Za swoją działalność był wielokrotnie zwalniany z pracy, pracował m.in. w hucie „Batory” i kopalni „Pokój”.
Od 1923 był członkiem KPP. Kiedy w 1936 aresztowano Władysława Gomułkę, Paweł Dylong wraz z żoną również został zatrzymany za współpracę z nim. W czasie II wojny światowej pracował w hucie „Zgoda” i nie prowadził działalności politycznej.
Po II wojnie światowej wstąpił do PPR. W 1950 wykluczono go z PZPR za współpracę z Gomułką. Do praw partyjnych przywrócono go w 1956.
Za swą działalność odznaczony został Krzyżem Komandorskim Orderu Odrodzenia Polski.
Paweł Dylong został  upamiętniony poprzez nazwanie jego imieniem ulicy w Świętochłowicach - Piaśnikach (od 1988 do 2017). Ulica została we wrześniu 2017 przemianowana na ulicę Słoneczną (uchwałą RM Świętochłowice z 31 sierpnia 2017). 